# Cristina Iglesia
Cristina Iglesia  es una escritora y ensayista argentina cuyos trabajos especializados en literatura argentina del período colonial y siglo XIX son reconocidos en el campo académico de los estudios culturales latinoamericanos.

## Biografía
Nació en Corrientes  y desde 1967 vive en Buenos Aires. Estudió Letras en la Universidad Nacional del Nordeste y estuvo a cargo, como profesora Regular Titular de la Cátedra de Literatura Argentina I (Colonial y siglo XIX) en la Facultad de Filosofía y Letras de la Universidad de Buenos Aires, hasta el 2014.

### Trayectoria profesional
Sus investigaciones y sus trabajos críticos abordan las relaciones entre ficción e historia en la literatura colonial rioplatense, la constitución de las figuras autorales de los escritores y escritoras fundadores de la literatura argentina del siglo XIX. Se especializa también en los modos de la autoficción en el siglo XIX.
Dirigió y dirige tesis de doctorado en la Universidad de Buenos Aires, en la de París VIII y en la Universidad Federal de Río de Janeiro. 
Dictó cursos de doctorado en Universidades de Argentina, Estados Unidos, Brasil y Francia e Italia. Participó como panelista invitada en numerosos congresos nacionales e internacionales y dictó conferencias en la Argentina, España, Bélgica, Francia, Italia, Brasil, República Dominicana y Estados Unidos.
Residió en Berlín con una beca del Instituto Iberoamericana de Literatura.
Es miembra fundadora de la Maestría de Literaturas Latinoamericana y Española de la Facultad de Filosofía y Letras de la UBA y la dirigió en el período 2011-2012.

## Obra
- Dobleces. Ensayo sobre literatura Argentina. Buenos Aires, editorial Modesto Rimba, 2018.

- Historia Crítica de la Literatura Argentina, v. 1 (en colaboración) dirigida por Noé Jitrik, Emecé Editores, 2014

- Relatos completos Gerardo Pisarello (estudio preliminar y edición), Buenos Aires, Biblioteca Nacional, colección los raros,2008

- Letras y divisas. Ensayos sobre literatura y rosismo, Buenos Aires, Eudeba, 1998 (Santiago Arcos, 2004)[2]

- La violencia del azar. Ensayos sobre literatura argentina, Buenos Aires, Fondo de Cultura Económica, 2003

- “Contingencias de la intimidad” en Historia de la vida privada en la Argentina, v. I, Taurus Alfaguara, Buenos Aires, 1999

- Causeries éditas e inéditas de Lucio V Mansilla. Ed. Biblos

- Islas de la memoria. Sobre la Autobiografía de Victoria Ocampo, Buenos Aires, Cuenca del Plata, 1996

- El ajuar de la patria. Ensayos críticos sobre Juana Manuela Gorriti, (compilación y prólogo), Buenos Aires, Feminaria, 1993

- "La mujer cautiva" en Historia de las mujeres; Dir. Duby, J., M. Perrot y A. Farge, Madrid, Taurus, 1992[3]

- Cautivas y misioneros, mitos blancos de la conquista (en colaboración) Buenos Aires, Catálogos, 1987

### Ficción
- Pabellón Rojo, editorial Nudista, 2023.

- Parajes, editorial Nudista, 2021.

- Justo Entonces, Beatriz Viterbo, 2014[4]

- Corrientes, Beatriz Viterbo,2010[4]